# 迈克尔·费希尔
迈克尔·埃利斯·费希尔（英語：Michael Ellis Fisher，1931年9月3日—2021年11月26日），英国物理学家，化学家和数学家。他对统计物理学做出了许多重要贡献，包括相变理论和临界现象等。

## 奖项和荣誉
- 美国物理学会欧文·朗缪尔奖 (1971年)
- 美国文理科学院院士 (1979年)[2]
- 沃尔夫奖 (1980年)
- 国际纯粹与应用物理学联合会玻尔兹曼奖章  (1983年)
- 国家科学院NAS科学评论奖 (1983年)[3]
- 美国物理学会拉斯·昂萨格奖 (1995年)
- 皇家奖章 (2005年)[4]
- BBVA基金会基础科学前沿知识奖 (2009年)[5][6]
- 特立尼达和多巴哥高等教育、研究、科学和技术国家研究所(NIHERST) Rudranath Capildeo 应用科学和技术金奖 (2015年)[7]

## 延伸阅读
- N. David Mermin, "My Life with Fisher", J. Stat. Phys. 110, 467–473 (2003); see also.